# Altpartei
Altpartei ist ein überwiegend pejorativ gebrauchter Begriff, der im politischen Sprachgebrauch als Schlagwort Verwendung findet.

## Begriffsverwendung
In der Gegenwart wird der Begriff häufig mit rechtspopulistischen Positionen und der AfD in Verbindung gebracht, deren Spitzenpolitiker das Schlagwort regelmäßig, beispielsweise in politischen Reden oder Interviews, als diskreditierenden Sammelbegriff zur Bezeichnung anderer im Deutschen Bundestag vertretener Parteien nutzen.
So findet sich das Schlagwort vielfach in Reden des Landesvorsitzenden der AfD in Thüringen, Björn Höcke. Dieser äußerte beispielsweise 2015: „Die Altparteien lösen Deutschland auf, wie ein Stück Seife unter einem Strahl lauwarmen Wassers.“ In ähnlicher Weise sprach der Bundessprecher der AfD, Stephan Brandner, 2020 in Bezug auf die Ausschreitungen und Plünderungen in Stuttgart 2020 davon, dass die „Kuschelpolitik der Altparteien für den Straßenterror in Stuttgart“ verantwortlich sei. Der Vorsitzende der AfD im Berliner Abgeordnetenhaus, Georg Pazderski, wiederum machte mit der Formulierung „Die Altparteien hofieren Antisemiten“ von sich reden.
Der Begriff der Altpartei findet sich auch bei der rechtsextremistischen NPD (jetzt Die Heimat) oder den Republikanern. Nicht selten wird, beispielsweise durch den Politikwissenschaftler Wolfgang Bergem, „eine spezifische semantische Prägung“ durch die Sprache des Nationalsozialismus angenommen.
In ihren Anfängen nutzten auch die 1980 gegründeten Grünen den Begriff häufig, um sich von den damals bereits etablierten Parteien CDU, CSU, SPD und FDP abzugrenzen. Entsprechende Aussagen finden sich beispielsweise von Gründungsmitgliedern und Spitzenpolitikern der Partei wie etwa Petra Kelly, Peter Willers oder Joschka Fischer, der 1983 im Gespräch mit dem Spiegel formulierte: „Wir sind ein schöner Unkrautgarten, sehr lebendig, sehr chaotisch im Verhältnis zu diesem gepflegten Golfrasen, als den man die Bonner Altparteien vielleicht bezeichnen könnte.“ Im Wahlprogramm der Grünen zur Bundestagswahl 1987 ist bereits in der Präambel vom „zerstörerischen Kurs der Altparteien“, „den machtorientierten Altparteien“ oder „der Abhängigkeit der Altparteien vom großen Geld“ die Rede.
Mitte der 2010er Jahre verwendeten Journalisten das Schlagwort, um den Unterschied zwischen der damals zeitweise in deutschen Landesparlamenten vertretenen Piratenpartei und den bereits älteren, etablierten Parteien zu kontrastieren. So zitierte die Bild-Zeitung etwa den Parteienforscher Peter Lösche mit den Worten: „Die Piraten sind Idealisten, denen die notwendige Bodenhaftung fehlt. Sie müssen erst noch ‚parlamentarisiert‘ werden. Aber gegen sie wirken die Grünen heute wie eine muffige und spießige Altpartei.“

## Definition
Der Duden definiert die Altpartei als eine Partei „mit langer parlamentarischer Tradition“.
In politikwissenschaftlichen Veröffentlichungen findet der Begriff nur in Einzelfällen Verwendung. Da der Gebrauch zudem überwiegend in unreflektierter Weise erfolgt, handelt es sich bei Altpartei bzw. Altparteien um keinen Fachbegriff. So heißt es beispielsweise bei Jürgen Dittberner: „‚Altparteien‘ sind die CDU, die CSU, die SPD und in besonderer Weise die FDP. Sie haben – auch im Wechselspiel – die Bonner Republik geprägt.“ In gleicher Weise verwendet Jürgen Maier den Begriff der Altpartei synonym mit CDU/CSU, SPD und FDP. Mike Friedrichsen attribuiert die Altparteien in seiner Analyse zur Politikverdrossenheit als „systemtragend“ und stellt sie so den „systemkritischen neuen Parteien“ gegenüber. Die Altpartei ist nicht mit Parteitypen wie etwa der Catch-all-Partei zu verwechseln.
Der Begriff findet sich auch in einer Reihe populärwissenschaftlicher Bücher zum Thema Rechtspopulismus. So führt der Politiker Andreas von Bernstorff den Begriff beispielsweise in seinem Nachschlagewerk „Rechte Wörter: Von ‚Abendland‘ bis ‚Zigeunerschnitzel‘“ gemeinsam mit dem Schlagwort „Altmedien“ auf. Die Autoren von „Sprich es an! Rechtspopulistischer Sprache radikal höflich entgegentreten“ ordnen den Begriff als typische „Stammtischparole“ ein.

## Begriffsherkunft
Die Etymologie des Begriffes ist umstritten. In öffentlichen Meinungsäußerungen wird nicht selten die Behauptung aufgestellt, der Begriff sei dem nationalsozialistischen Sprachgebrauch entlehnt. So äußerste beispielsweise der ehemalige SPD-Politiker Ulrich Kasparick 2015:

„Das Wort ‚Altparteien‘ ist ein alter, abgenutzter Kampfbegriff der politischen Rhetorik. Schon Joseph Goebbels hat das Wort gern benutzt, um seine ‚Bewegung‘ als jung, modern, aufgeschlossen darstellen zu können.“

Demgegenüber entgegnete der Journalist und Buchautor Matthias Heine:

„Im Nationalsozialismus war das Wort offensichtlich nicht gebräuchlich. Es wäre auch wenig sinnvoll gewesen, denn die meisten Parteien der seit 1919 existierenden Weimarer Republik (mit Ausnahme des Zentrums und der SPD) waren ja nicht oder nur unwesentlich älter als die 1920 gegründete NSDAP.“

Laut Heine lässt sich der Begriff erstmals 1928 in der später von den Nationalsozialisten verbotenen Zeitschrift Die Weltbühne nachweisen.